# Emma (minisèrie BBC 2009)
Emma és una minisèrie de quatre capítols produïda per la BBC l'any 2009 basada en el llibre Emma de Jane Austen de 1815. És protagonitzada per Ramola Garai com a Emma Woodhouse, Jonny Lee Miller com a Mr Knightley i Michael Gambon com al pare d'Emma. Els capítols van ser escrits per Sandy Welch i la banda sonora fou compon per Samuel Sim. S'ha doblat al valencià per a À Punt, que va estrenar-la l'1 de gener de 2025.

## Sinopsi
La trama segueix la vida i peripècies d'Emma Woodhouse, una jove de classe alta que viu en l'Anglaterra rural del segle XVIII.
Emma es diverteix aparellant els seus amics i familiars tot creient-se posseir un talent de matrimoniera i autoconvençent-se que ho fa per ajudar a la gent. Els seus plans, però no sempre surten com ella havia previst ja que realment es guia només pels seus interessos egoistes sense adonar-se de la realitat que l'envolta.
Al final, després de cometre múltiples errors i amb l'ajut dels seus amics que l'aconsellen Emma madura i s'adona que allò que ella creia que era un do no existia.

## Personatges
Emma: Descrita com a jove, maca, intel·ligent i rica. Emma és una jove de 21 anys que pertany a la petita noblesa anglesa i que es distreu aparellant els seus amics i familiars.
Mr Woodhouse: És el pare d'Emma i d'Isabella Knightley. És presentat com un home vell i nerviós que odia els canvis. Fa molts anys va perdre la seva dona a causa d'una malaltia i per aquesta raó sempre es preocupa (a vegades excessivament) de la seguretat i salut de les seves filles.
George Knightley: És un veí i amic de família de l'Emma. És el germà gran de John Knightley el marit de la germana gran d'Emma. Knightley és molt considerat i sempre és conscient dels sentiments de tothom. Sovint es baralla amb Emma quan aquesta intenta ficar-se amb la vida dels altres.
Frank Churchill: Fill de Mr Weston en el seu primer casament, va ser educat per la seva tia Churchill a Enscombe. Mr Churchill és vist per tothom com un home agradable i divertit menys per George Knightley, que el veu com un immadur i egoista ja que utilitza a Emma per amagar la seva relació amb Jane Fairfax.
Harriet Smith:Harriet Smith és una amiga d'Emma força més jove que ella i més “innocent”. És descrita com una noia bonica però força beneita, és orfe i viu en una residència per noies pagada per un benefactor desconegut. La seva amistat amb Emma fa que Harriet es torni capritxosa i més vanitosa i que rebutgi la proposta de matrimoni de Robert Martin.
Jane Fairfax: és una jove òrfena que viu amb la seva tieta (miss Bates) i la seva àvia materna. De petita fou educada en una família rica ja que els Bates eren pobres. Jane Fairfax és considerada per tothom una noia elegant, intel·ligent i amb talent però a la vegada força reservada.
Mr Elton: és un ambiciós i arrogant clergue que després de ser rebutjat per Emma es casa amb la rica Mrs Elton.
Mrs Weston (o Mrs taylor): És l'antiga mainadera d'Emma i la seva germana. Es casa mb Mr Weston.
Mr Weston: Veí de Emma, pare de Frank Churchill i marit de Mrs Weston.

## Episodis
Episodi 1
Després d'haver predit amb èxit la relació entre la seva antiga mainadera Mrs Taylor i Mr Weston, l'Emma es disposa a dur a terme un nou projecte. Aquest cop vol emparellar la seva nova amiga Harriet Smith: una noia òrfena i més jove que ella amb Mr Elton, el clergue del poble. Quan Harriet rep una proposta de matrimoni del pagès Mr Martin, Emma l'aconsella que la declini tot recordant-li que Mr Elton és molt millor pretendent amb més classe i estatus. Quan Mr Knightley descobreix la influència d'Emma sobre la decisió de Harriet s'enfada i es discuteix amb ella.
Episodi 2
Els plans d'emparellar Harriet amb Mr Elton es veuen esguerrats quan el clergue es declara a Emma. Aquesta que no s'ho esperava gens se sent culpable i avergonyida mentre que Harriet cau en depressió.
Per altra banda, l'Emma està intrigada i emocionada per la visita de Frank Churchill (el fill de Mr Weston) a Highbury. Després de diversos retards, Frank arriba i de seguida es converteix en amic i confident d'Emma. També arriba a Highbury Jane Fairfax qui rep un piano d'un admirador secret. Emma i Frank especulen qui pot haver regalat el piano, però ella refusa a creure que ha sigut Mr Knightley.
Episodi 3
Frank i Emma planegen un ball i mentrestant ella es planteja si n'està enamorada tot i que al final decideix que no. Després de passar-s'ho molt bé en el ball la seva vida rutinària se li fa avorrida i monòtona. Per animar-la Mr Knightley proposa fer una excursió a Box Hill per tal de canviar d'aires. Knightley també comunica a Emma les seves sospites de què Frank i Jane estan secretament enamorats tot i que ella rebutja el suggeriment.
Episodi 4
L'excursió a Box Hill acaba sent un desastre; Emma, influenciada per Frank Churchill es comporta de forma desagradable i insulta a Miss Bates. Després d'això és sermonejada per Mr Knightley cosa que fa que s'adoni del seu mal comportament. Emma intenta demanar disculpes a Miss Bates i a Jane Fairfax tot i que la noia no la vol veure. Mentrestant Mr Knightley encara enfadat amb Emma fa una visita al seu germà a Londres durant unes setmanes.
Emma s'adona que estima a Mr Knightley quan Harriet li confessa els seus sentiments per ell. Per altra banda, amb la mort de la tia de Frank Churchill, aquest fa pública la seva relació amb Jane Fairfax. Quan Mr Knightley torna a Highbury es declara a Emma.

## Premis
| Premi                        | Categoria                                                                                | Nominats i destinataris                                                | resultat |
| ---------------------------- | ---------------------------------------------------------------------------------------- | ---------------------------------------------------------------------- | -------- |
| Globus d'or                  | Millor interpretació d'una actriu en una minisèrie o una pel·lícula feta per a televisió | Ramola Garai                                                           | Nominat  |
| Emmy                         | Millor perruqueria per a una minisèrie o una pel·lícula                                  | Anne Oldham                                                            | Guanyat  |
| Emmy                         | Millor càsting per a una minisèrie, pel·lícula o especial                                | Gemma Hancock (casting director), Sam Stevenson (casting director)     | Nominat  |
| Emmy                         | Millor vestuari per a una minisèrie, pel·lícula o especial                               | Rosalind Ebbutt (costume designer), Amanda Keable (costume supervisor) | Nominat  |
| Emmy                         | Millor actor secundari en una minisèrie o pel·lícula                                     | Michael Gambon                                                         | Nominat  |
| Royal Television society     | Millor música, partitura original                                                        | Samuel Sim                                                             | Nominat  |
| Satellite Awards             | Millor minisèries                                                                        | Emma                                                                   | Nominat  |
| Shanghai Television Festival | Premi Magnolia a la millor pel·lícula o minisèrie de televisió                           | Emma                                                                   | Nominat  |